# Esta noche cruzamos el Mississippi
Esta noche cruzamos el Mississippi va ser un programa de televisió produït i presentat pel periodista Pepe Navarro i emès per la cadena espanyola Telecinco entre el 18 de setembre de 1995 i el 10 de juliol de 1997. S'emetia de dilluns a dijous en la franja del late night.

## Contingut
Responia al format de late night show, en el qual combinaven entrevistes amb esquetxos humorístics i notícies de crònica social. Es van fer cèlebres els personatges recreats pels còmics Carlos Iglesias (com Pepelu, personatge fill de Pepe, el presentador, paròdia de la presentadora Terelu Campos), Santiago Urrialde (El Reporter Total, Rambo), Maribel Ripoll (Doña Reme) o Florentino Fernández (Lucas Grijánder i Crispín Klander) i músic Nicolas 'Nick' Padron (El Escóces), així com personatges polèmics, com la transsexual prostituta La Veneno.
Igualment va nodrir el contingut del programa la denominada crònica negra, realitzant-se un especial seguiment a les recerques del crim d'Alcàsser. En una de les edicions del programa, Fernando García, pare d'una de les nenes assassinades i el periodista Juan Ignacio Blanco van assenyalar diversos polítics i empresaris rellevants de l'època de pertànyer a una xarxa de producció de snuff movies implicada en el crim. Les acusacions es van realitzar en directe, sense tenir cap prova sobre aquest tema i donant noms i cognoms. A l'octubre de 2001, després de la denúncia d'alguns dels damnificats, el productor i presentador del programa, Pepe Navarro, va reconèixer per escrit els danys causats i va pagar una indemnització milionària que el va deslliurar del judici. No va succeir així amb García i Blanco que, malgrat retractar-se de les seves paraules i demanar perdó, van ser condemnats per calúmnia.

## Equip
L'equip inicial va estar format per Ángel García, al capdavant de la redacció, Ángel García, al frente de la redacción, Santiago Botello, Machus Osinaga, Cristina Belinchón, Enrique Barrueco, Manuel Ángel Menéndez, Norberto Gómez, Ángeles López, Ernesto López Feito, Esther González, José Antonio Fontán, Amparo de la Gama, César Donamaría, José Hermida i Carmen Aguilera.
Els guionistes foren: Ricardo Groizard, Emilio de Felipe, Ángel Ayllón, Fernando del Moral, Juanjo de la Cruz.
En la producció: Mari Navarro, Luis Morales, David Botello, Marta Palenzuela, Begoña Adame, Lola Santos i David Fernando Reyes.
Els actors: Carlos Iglesias i Nuria González.
Músic i actor: Nicolas 'Nick' Padrón.
Músic i compositor: Cope Gutiérrez

## Premis i nominacions

### Premi Ondas
- Premi Ondas 1996 de televisió al Millor programa d'entreteniment

### TP d'Or
| Any  | Categoria                      | Resultat  |
| ---- | ------------------------------ | --------- |
| 1996 | Millor programa d'actualitat   | Guanyador |
| 1996 | Millor actor (Carlos Iglesias) | Nominat   |
| 1995 | Major magazine                 | Guanyador |
| 1995 | Presentador (Pepe Navarro)     | Nominat   |